# 亞特蘭大號
《亞特蘭大號》（法語：L'Atalante）是一部1934年尚·維果執導的法国電影，也是他生涯的代表作，被認為是影史上最伟大的电影之一。

## 外部連結
- 互联网电影数据库（IMDb）上《亞特蘭大號》的资料（英文）
- AllMovie上《L'Atalante》的资料（英文）
- 豆瓣电影上《亞特蘭大號》的資料 （简体中文）